# Phytomyza rydeni
Phytomyza rydeni är en tvåvingeart som beskrevs av Erich Martin Hering 1934. Phytomyza rydeni ingår i släktet Phytomyza och familjen minerarflugor. Arten är reproducerande i Sverige. Inga underarter finns listade i Catalogue of Life.